# Novembre 1787

## Événements
- 7 novembre : Louis XVI signe un édit qui consacre juridiquement la présence des protestants dans la société française[1].

## Naissances
- 5 novembre : John Richardson (mort en 1865), naturaliste, explorateur et médecin écossais.
- 9 novembre : Johann Natterer (mort en 1843), naturaliste autrichien.
- 14 novembre : Jacob Linckh (mort en 1841), archéologue et peintre allemand[2].
- 18 novembre : Louis Daguerre (mort en 1851), inventeur du daguerréotype (Français).

## Décès
- 15 novembre : Christoph Willibald Gluck, compositeur, allemand, (° 1714).